# Бао Інін
Бао Інін  (кит.: 包 盈盈, 6 листопада 1983) — китайська фехтувальниця, олімпійська медалістка.

## Виступи на Олімпіадах
| Олімпіада  | Дисципліна      | Місце |
| ---------- | --------------- | ----- |
| Пекін 2008 | шабля, особисті | 6     |
| Пекін 2008 | шабля, командні | 2     |